# Spirographis braziliensis
Spirographis braziliensis är en ringmaskart som beskrevs av Treadwell 1932. Spirographis braziliensis ingår i släktet Spirographis och familjen Sabellidae. Inga underarter finns listade i Catalogue of Life.